# Ligne 1 du tramway de Dijon
Pour les articles homonymes, voir Ligne 1.
La ligne T1 du tramway de Dijon débute place de la gare, se raccorde immédiatement à la ligne T2, poursuit vers la place de la République, où elle se sépare du tronc commun avec la ligne T2 pour bifurquer vers l'Auditorium, avant d'aller serpenter dans les Grésilles puis à l'université, pour rejoindre la piscine olympique et enfin Quetigny.

## Stations
|  |   |  | Stations                      | Lat/Long                    | Communes desservies | Correspondances                    |
|  | - |  | ----------------------------- | --------------------------- | ------------------- | ---------------------------------- |
|  | ■ |  | DIJON Gare                    | 47° 19′ 24″ N, 5° 01′ 41″ E | Dijon               |                                    |
|  | • |  | Foch Gare                     | 47° 19′ 25″ N, 5° 01′ 49″ E | Dijon               | T 2 L 3 B 10 12 13 18 R 38         |
|  | • |  | Darcy                         | 47° 19′ 25″ N, 5° 02′ 02″ E | Dijon               | T 2 L 3 4 5 L 9 B 10 12 13 18 R 30 |
|  | • |  | Godrans Les Halles            | 47° 19′ 31″ N, 5° 02′ 21″ E | Dijon               | T 2 L 3 B 10                       |
|  | • |  | République                    | 47° 19′ 36″ N, 5° 02′ 42″ E | Dijon               | T 2 L 3 6 F 40                     |
|  | • |  | Auditorium Robert Poujade     | 47° 19′ 43″ N, 5° 03′ 08″ E | Dijon               | F 40                               |
|  | • |  | Poincaré                      | 47° 19′ 44″ N, 5° 03′ 32″ E | Dijon               | F 40                               |
|  | • |  | Grésilles Trimolet            | 47° 19′ 44″ N, 5° 03′ 52″ E | Dijon               | L 3 B 19                           |
|  | • |  | Parc des Sports               | 47° 19′ 21″ N, 5° 03′ 55″ E | Dijon               | L 3 L 8 COROL                      |
|  | • |  | CHU - Hôpitaux                | 47° 19′ 12″ N, 5° 04′ 03″ E | Dijon               | L 3 COROL                          |
|  | • |  | Erasme                        | 47° 18′ 55″ N, 5° 04′ 02″ E | Dijon               | COROL (fac.des sciences)           |
|  | • |  | Université                    | 47° 18′ 42″ N, 5° 04′ 23″ E | Dijon               | L 5                                |
|  | • |  | Mazen-Sully                   | 47° 18′ 52″ N, 5° 04′ 36″ E | Dijon               |                                    |
|  | • |  | Piscine Olympique             | 47° 18′ 54″ N, 5° 04′ 54″ E | Dijon               | B 16 -                             |
|  | • |  | Cap Vert                      | 47° 18′ 49″ N, 5° 05′ 40″ E | Quetigny            | B 16                               |
|  | • |  | Grand Marché                  | 47° 18′ 45″ N, 5° 06′ 13″ E | Quetigny            | L 7 B 16 R 36 37 F 41              |
|  | ■ |  | QUETIGNY Centre La Parenthèse | 47° 18′ 50″ N, 5° 06′ 36″ E | Quetigny            | B 16 (Cromois)                     |

## Matériel roulant

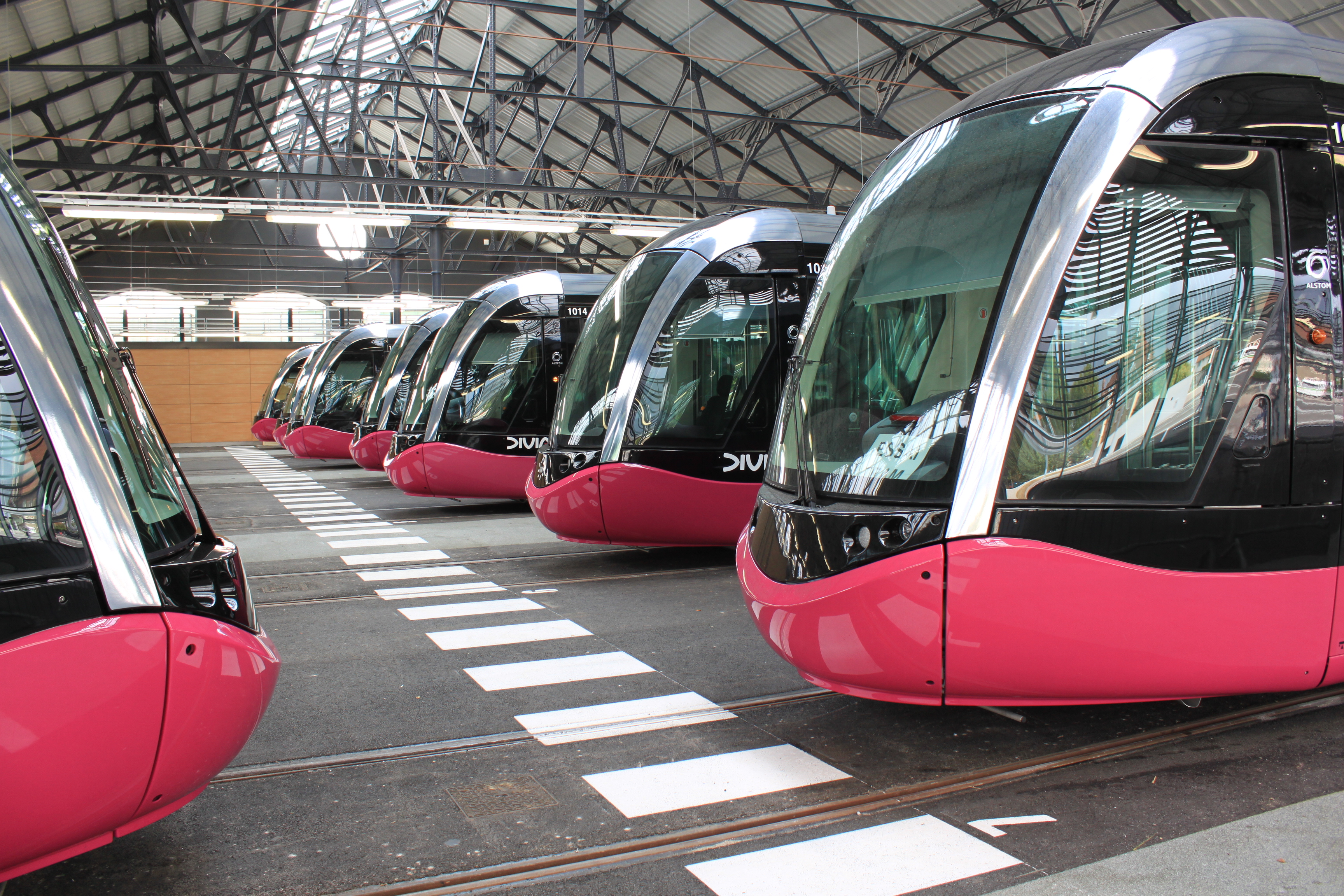
Rames garées à l'atelier de maintenance.

Le matériel roulant a été commandé conjointement à celui du tramway de Brest, aux termes d'un appel d'offres, à Alstom Transport. Le contrat d'acquisition des 52 rames a été signé le 15 septembre 2009 pour un montant total de 106,5 M€, répartis de la façon suivante :
- Budget Brest : 42,7 M€
- Budget Dijon : 63,8M€

Le coût unitaire d'une rame est ainsi de 2,05 M€, et le groupement de commande aura permis de faire une économie de plus de 9 M€ ; cette économie fait des tramways de Dijon et Brest deux des tramways les moins chers de France.
Les 32 rames acquises sont des Alstom Citadis type TGA 302. Leurs caractéristiques sont les suivantes :
- Longueur : 32,7 m.
- Largeur : 2,40 m.
- Rames constituées de 5 caisses reposant sur 3 bogies, les deux bogies d'extrémité étant moteurs et le bogie central uniquement porteur. Les rames peuvent être allongées par l'adjonction de modules supplémentaires
- Plancher bas intégral
- Capacité : 200 passagers, dont 152 debout et 48 assis, d'après les affiches dans les rames
- Rames bidirectionnelles
- Immatriculation : 1001 à 1032
- Vitesse maximale : 50 km/h
- voie normale
- Courant 750 V continu
- Freinage par trois systèmes distincts, électrodynamique, mécanique et électromagnétique.
- Niveau sonore inférieur de 5 dB à celui du trafic routier.
- Livrée unie couleur cassis
- Recyclable : plus de 98 %
- Possibilité pour un tramway de remorquer une rame en panne.

Ces rames, dont la consommation est réduite de 10 % par rapport aux générations précédentes, ont été construites par plusieurs usines du groupe Alstom. La conception, la chaudronnerie et l'assemblage se font dans l'usine de La Rochelle. Celle de Tarbes a fourni les éléments de la chaîne de traction, Ornans les moteurs, le Creusot les bogies et Villeurbanne le système informatique embarqué et l’information voyageurs.

## Projets d'extension
Le prolongement de la ligne T1 vers Chevigny-Saint-Sauveur est fréquemment évoqué,.